# Могусу, Мекубо
Мекубо Джоб Могусу — кенийский легкоатлет, бегун на длинные дистанции, который специализируется в полумарафоне. Двукратный победитель полумарафона Маругаме в 2007 и 2009 годах. Действующий рекордсмен мира в экидене. Трёхкратный победитель полумарафона Саппоро 2005, 2007 и 2008 годах. На чемпионате мира по полумарафону 2008 года не смог закончить дистанцию. Занял 5-е место на Рас-эль-Хаймском полумарафоне 2008 года с результатом 1:00.35.
На Токийском марафоне 2013 года занял 14-е место с личным рекордом 2:11.02.
В настоящее время проживает в Японии.

## Сезон 2013—настоящее время
7 декабря занял 8-=е место на Фукуокском марафоне — 2:11.29.